# رادووان هرومادکو
رادووان هرومادکو (چکی: Radovan Hromádko؛ زادهٔ ۱۶ مهٔ ۱۹۶۹) بازیکن فوتبال اهل جمهوری چک بود.
از باشگاه‌هایی که در آن بازی کرده‌است می‌توان به باشگاه فوتبال ویکتوریا ژیژکوف، باشگاه فوتبال بوهمیانس ۱۹۰۵، باشگاه فوتبال مکابی حیفا، و باشگاه فوتبال باومیت یابلونتس اشاره کرد.
وی همچنین در تیم ملی فوتبال جمهوری چک بازی کرده‌است.